# بافل بوغريبنياك

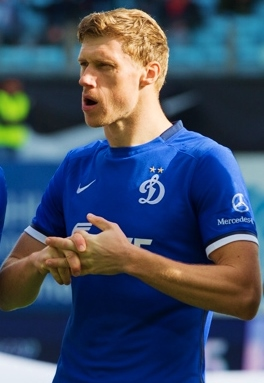

بافيل بوغربنياك (بالروسية: Па́вел Ви́кторович Погребня́к)‏ (مواليد 8 نوفمبر 1983 في موسكو - الاتحاد السوفييتي) لاعب كرة قدم روسي يلعب في مركز مهاجم مع نادي البريميرليغ فولهام والمنتخب الروسي.

## روابط خارجية
- بافل بوغريبنياك على موقع الاتحاد الدولي (مؤرشف)  (الإنجليزية)
- بافل بوغريبنياك على موقع الاتحاد الأوربي (الإنجليزية)
- بافل بوغريبنياك على موقع قاعدة بيانات كرة القدم.إي يو (الإنجليزية)
- بافل بوغريبنياك على موقع بيانات كرة القدم. دي إي (الألمانية)
- بافل بوغريبنياك على موقع ناشيونال فوتبول تيمز (الإنجليزية)
- بافل بوغريبنياك على موقع Soccerbase.com (لاعب) (الإنجليزية)
- بافل بوغريبنياك على موقع Soccerway.com (الإنجليزية)
- بافل بوغريبنياك على موقع عالم كرة القدم.نت (الإنجليزية)
- بافل بوغريبنياك على موقع كووورة
- بافل بوغريبنياك على موقع AS.com (الإسبانية)